# Lumek veliký
Lumek veliký (Rhyssa persuasoria) též lumek velký je blanokřídlý hmyz z čeledi lumkovitých. Jeho velikost je i s kladélkem od 5 do 7 cm. Na hrudi a na bocích má bílé skvrny. Články zadečku nejsou na konci vykrojené. Je hojný.
Samička má vysoce vyvinutý čich, kterým zjistí larvy pilořitek i pod dřevem. Klade do nich ostrým kladélkem vajíčka, která na nich cizopasí. Má dlouhé oranžové až červené nohy a dva páry blanitých křídel. Imago poletuje na pasekách a sedá na pařezy a kmeny.
Samička klade vajíčka do larev dřevokazného hmyzu a tím brání jeho přemnožení. Z vajíčka se vylíhne larva, která projde po nějaké době zakuklením – jde o proměnu dokonalou.

## Vědecká synonyma
- Ichneumon matutinus, Christ, 1791
- Rhyssa gloriosa, Rudow, 1889
- Rhyssa marginalis, Brulle, 1846
- Rhyssa matutina, Christ, 1791